# Campeonato Carioca de Voleibol Masculino de 2018
O Campeonato Carioca de Voleibol Masculino de 2018 foi a 79ª edição do também chamado campeonato estadual adulto na variante masculina do Rio de Janeiro.

## Participantes
| Equipe             | Cidade         | Em 2017   | Títulos             |
| SESC-RJ            | Rio de Janeiro | Campeão   | 2 (último em 2017)  |
| Botafogo FR        | Rio de Janeiro | 2º        | 23 (último em 2015) |
| Tijuca Tênis Clube | Rio de Janeiro | 3º        | 2 (último em 2003)  |
| CR Flamengo        | Rio de Janeiro | 4º        | 19 (último em 2014) |
| Juiz de Fora Vôlei | Rio de Janeiro | Convidado | 0                   |

## Formato da disputa
Quatro esquipes disputaram em fase única a classificação a grande final diante do SESC-RJ, atual campeão da competição.

## Fase classificatória
- Vitória por 3 sets a 0 ou 3 a 1: 3 pontos para o vencedor;
- Vitória por 3 sets a 2: 2 pontos para o vencedor e 1 ponto para o perdedor.
- Em caso de igualdade por pontos, os seguintes critérios servem como desempate: número de vitórias, média de sets e média de pontos.

|  |                              |
|  | Equipe classificada à final. |

|     |                    |     | Jogos | Jogos | Jogos | Resultados | Resultados | Resultados | Resultados | Resultados | Resultados | Sets | Sets | Sets  | Pontos | Pontos | Pontos |
| Pos | Equipe             | Pts | T     | V     | D     | 3–0        | 3–1        | 3–2        | 2–3        | 1–3        | 0–3        | V    | P    | R     | V      | P      | R      |
| --- | ------------------ | --- | ----- | ----- | ----- | ---------- | ---------- | ---------- | ---------- | ---------- | ---------- | ---- | ---- | ----- | ------ | ------ | ------ |
| 1   | Botafogo FR        | 8   | 3     | 3     | 0     | 1          | 1          | 1          | 0          | 0          | 0          | 9    | 3    | 3,000 | 288    | 235    | 1.226  |
| 2   | CR Flamengo        | 4   | 3     | 1     | 2     | 0          | 1          | 0          | 1          | 1          | 0          | 6    | 7    | 0.857 | 270    | 296    | 0.912  |
| 3   | Tijuca Tênis Clube | 3   | 3     | 1     | 2     | 0          | 1          | 0          | 0          | 2          | 0          | 5    | 7    | 0.714 | 273    | 289    | 0.945  |
| 4   | Juiz de Fora Vôlei | 3   | 3     | 1     | 2     | 0          | 1          | 0          | 0          | 1          | 1          | 4    | 7    | 0.571 | 243    | 254    | 0.957  |

Resultados
| 26 de agosto de 2018 15:00 Relatório | Tijuca Tênis Clube | 3 – 1                   | Juiz de Fora Vôlei | Tijuca Tênis Clube, Rio de Janeiro |
| 26 de agosto de 2018 15:00 Relatório | 25 20 28 25        | Set 1 Set 2 Set 3 Set 4 | 23 25 26 21        | Tijuca Tênis Clube, Rio de Janeiro |

| 1 de setembro de 2018 16:00 Relatório | CR Flamengo | 3 – 1                   | Tijuca Tênis Clube | Ginásio Togo Renan Soares, Rio de Janeiro |
| 1 de setembro de 2018 16:00 Relatório | 21 25 27    | Set 1 Set 2 Set 3 Set 4 | 25 22 25           | Ginásio Togo Renan Soares, Rio de Janeiro |

| 2 de setembro de 2018 17:00 Relatório | Botafogo FR | 3 – 0             | Juiz de Fora Vôlei | Ginásio Oscar Zelaya, Rio de Janeiro |
| 2 de setembro de 2018 17:00 Relatório | 25 28 25    | Set 1 Set 2 Set 3 | 21 20 19           | Ginásio Oscar Zelaya, Rio de Janeiro |

| 6 de setembro de 2018 19:00 Relatório | Botafogo FR | 3 – 1                   | Tijuca Tênis Clube | Ginásio Oscar Zelaya, Rio de Janeiro |
| 6 de setembro de 2018 19:00 Relatório | 21 25       | Set 1 Set 2 Set 3 Set 4 | 25 19 18 19        | Ginásio Oscar Zelaya, Rio de Janeiro |

| 13 de setembro de 2018 19:00 Relatório | Botafogo FR | 3 – 2                         | CR Flamengo   | Ginásio Oscar Zelaya, Rio de Janeiro |
| 13 de setembro de 2018 19:00 Relatório | 25 27 22 15 | Set 1 Set 2 Set 3 Set 4 Set 5 | 15 16 29 25 9 | Ginásio Oscar Zelaya, Rio de Janeiro |

| 16 de setembro de 2018 17:00 Relatório | CR Flamengo | 1 – 3                   | Juiz de Fora Vôlei | Ginásio Togo Renan Soares, Rio de Janeiro |
| 16 de setembro de 2018 17:00 Relatório | 21 15 25 17 | Set 1 Set 2 Set 3 Set 4 | 25 13 25           | Ginásio Togo Renan Soares, Rio de Janeiro |

## Fase final
| 22 de setembro de 2018 21:00 Relatório | SESC-RJ  | 3 – 1                   | Botafogo FR | Ginásio General Severiano, Rio de Janeiro |
| 22 de setembro de 2018 21:00 Relatório | 25 18 28 | Set 1 Set 2 Set 3 Set 4 | 22 18 25 26 | Ginásio General Severiano, Rio de Janeiro |

## Premiação
| Campeonato Carioca de Voleibol de 2018 |
| Rio de Janeiro                         |
| -------------------------------------- |
| SESC-RJ Campeão (3º título)            |